# Municipio de Fountain Green
El municipio de Fountain Green (en inglés: Fountain Green Township) es un municipio ubicado en el condado de Hancock en el estado estadounidense de Illinois. En el año 2010 tenía una población de 288 habitantes y una densidad poblacional de 2,96 personas por km².

## Geografía
El municipio de Fountain Green se encuentra ubicado en las coordenadas 40°30′17″N 90°58′21″O / 40.50472, -90.97250. Según la Oficina del Censo de los Estados Unidos, el municipio tiene una superficie total de 97.16 km², de la cual 97,15 km² corresponden a tierra firme y (0,01 %) 0,01 km² es agua.

## Demografía
Según el censo de 2010, había 288 personas residiendo en el municipio de Fountain Green. La densidad de población era de 2,96 hab./km². De los 288 habitantes, el municipio de Fountain Green estaba compuesto por el 95,49 % blancos, el 2,78 % eran amerindios y el 1,74 % eran de una mezcla de razas. Del total de la población el 1,04 % eran hispanos o latinos de cualquier raza.